# Åsa Ericsdotter
Åsa Ericsdotter, född 21 januari 1981 i Uppsala, bosatt i Maine i USA, är en svensk författare.
Ericsdotter rönte stor uppmärksamhet för sin debutbok Oskyld 1999, som har följts av ytterligare fyra diktsamlingar och två romaner i prosalyrisk stil. 2016 publicerades Epidemin, en hälsodystopi om den karismatiske statsministern Johan Svärd som med våldsamma metoder vill utrota fetman i Sverige. Romanen gick som sommarföljetong i SvD (2016) och publicerades i Tyskland (Arctis) och Frankrike (Actes Sud).

## Priser och utmärkelser
- 2013 – Albert Bonniers stipendiefond för yngre och nyare författare